# Papuascincus eldorado
Papuascincus eldorado — вид сцинкоподібних ящірок родини сцинкових (Scincidae). Описаний у 2024 році.

## Назва
Видова назва походить з іспанського слова «eldorado», що означає «золотий», у зв'язку з виразним золотистим забарвленням виду.

## Поширення
Ендемік Папуа Нової Гвінеї. Поширений у 500-кілометровій смузі вздовж уздовж південного краю Центральних Кордильєр. Мешкає в в нижніх гірських лісах у карстових місцях існування.

## Опис
Серед однорідних видів характеризується унікальним поєднанням невеликого розміру (максимальний SVL дорослої особини 48,6 мм); 2–3 маленькі округлі лусочки на передньому краї вушного отвору; надгубних лусочок сім; ряди луски в середині тіла 24–28; постсубокулярних лусочки зазвичай дві; паравертебральні луски 43–50; пластинки під 4 пальцем стопи 22–29; поодинокі надпальцеві лусочки на 4 пальці 11–14; і спинний кольоровий малюнок на тілі, що складається з трьох зеленувато-золотистих спинних смуг на глянцевому чорному тлі; хвіст золотий з розкиданими чорними плямами; кінцівки чорні з золотими плямами.